# Raumordnung
Unter Raumordnung ist die planmäßige Ordnung, Entwicklung und Sicherung von größeren Gebietseinheiten (Regionen, Länder, Bundesgebiet) zur Gewährleistung der dauerhaften Nutzung des Lebensraumes zu verstehen. Dabei sind unterschiedliche Ansprüche an den Raum abzustimmen, Konflikte auszugleichen und langfristige Entwicklungsoptionen offen zu halten. Raumplanung dient der Raumordnung im Hinblick auf zukünftige Entwicklungen. Zwischen Raumordnung und Raumplanung bestehen jedoch viele inhaltliche und historische Querverbindungen. In Österreich kann mit Raumordnung auch das gemeint sein, was in Deutschland als Raumplanung bezeichnet wird.

## Begriffsgeschichte
Der Begriff Raumordnung wurde in Deutschland ab 1927 von dem Regierungsbaumeister Gustav Langen benutzt und als Raumstruktur verstanden, die durch querschnittsorientierte, raumbezogene Planung (Landesplanung) angestrebt wird. Der Bauingenieur Waldemar Nöldechen übernahm den Begriff 1931 in die praktische Tätigkeit als Landesplaner in Sachsen, Oberschlesien, der Rheinpfalz und der Saarpfalz. Mit dem „Gesetz über die Regelung des Landbedarfs der öffentlichen Hand“ vom 29. März 1935 fand der Terminus auch Eingang in das öffentliche Recht des Deutschen Reichs, um eine Reichsstelle für Raumordnung zu begründen und ihr eine Tätigkeitsgrundlage zu verschaffen.

## Leitvorstellung der Raumordnung
Leitvorstellung der Raumordnung ist in Deutschland seit 2009 eine nachhaltige Raumentwicklung, die die sozialen und wirtschaftlichen Ansprüche an den Raum mit seinen ökologischen Funktionen in Einklang bringt und zu einer dauerhaften, großräumig ausgewogenen Ordnung mit gleichwertigen Lebensverhältnissen in den Teilräumen führen soll.
Raumordnung umfasst:
- zusammenfassende, überfachliche und überörtliche räumliche Pläne[6],
- die Zusammenarbeit zwischen Körperschaften, die für benachbarte Räume zuständig sind und
- die Abstimmung raumbedeutsamer Planungen und Maßnahmen.

## Europa
Auf Ebene der EU wurde das Europäische Raumentwicklungskonzept (EUREK) entwickelt.
Die Staaten des Europarates verpflichteten sich zu den sogenannten CEMAT-Leitlinien (Leitlinien für eine nachhaltige räumliche Entwicklung auf dem europäischen Kontinent).

## Deutschland
Gesetzlich geregelt ist die Raumordnung in der Bundesrepublik Deutschland im Raumordnungsgesetz (ROG) und den Landesplanungsgesetzen der Länder. Anstelle des traditionellen Begriffs der Raumordnung wird häufig der Begriff Raumentwicklung gebraucht. Zur Unterstützung der Raumordnungspolitik des Bundes und der Länder führt das Bundesinstitut für Bau-, Stadt- und Raumforschung (BBSR) bundesweite Analysen zur Raumentwicklung durch und erstellt Prognosen zur künftigen Raumentwicklung. Es erstellt auch die gemäß § 22 ROG vorgeschriebenen regelmäßigen Raumordnungsberichte. Daneben berät der Beirat für Raumentwicklung das zuständige Bundesministerium in Grundsatzfragen der räumlichen Entwicklung, insbesondere zur zukünftigen Raumentwicklung und der Raumordnungspolitik sowie deren Einflussgrößen.

### Regelungen des Raumordnungsgesetzes
Das Raumordnungsgesetz definiert:
- Begriffe und Zuständigkeiten
- die Leitvorstellung der Raumordnung und Grundsätze für die Raumordnung
- Raumordnungspläne und -verfahren
- die rechtliche Wirkung der Inhalte von Raumordnungsplänen und Verfahren
- das Zusammenwirken von Bund und Ländern auf dem Gebiet der Raumordnung.

### Instrumente der Raumordnung
Um diese Leitvorstellung zu erreichen, sind raumbedeutsame Planungen und Maßnahmen abzustimmen, widersprüchliche Ansprüche an den Raum abzuwägen und die auftretenden Konflikte auszugleichen. Gleichzeitig soll Vorsorge für einzelne Raumfunktionen und Raumnutzungen getroffen werden. Die Aufgabe der Raumordnung fällt den Ländern zu. Sie setzen diese durch landesweite Pläne (Landespläne, Landesentwicklungspläne) und regionale Raumordnungspläne (Regionalplanung) um. Der Bund hat im Wesentlichen die Kompetenz zur Aufstellung von Raumordnungsplänen für die ausschließliche Wirtschaftszone und der Raumbeobachtung. Zusammen mit den Ländern wirkt er in der Raumentwicklungsministerkonferenz (RMK) auch an den Leitbildern der Raumentwicklung mit.
Neben den Raumordnungsplänen gehören auch Raumordnungsverfahren und die Möglichkeit der Untersagung raumbedeutsamer Maßnahmen zu den Instrumenten der Raumordnung.
Wesentliche Planungsinhalte der Raumordnungspläne sind u. a.:
1. System der Zentralen Orte
2. Siedlungs- und Freiraumstruktur
3. Aufbau von Entwicklungsachsen
4. Vorrang- und Vorbehaltsgebieten  für bedeutsame Raumnutzungen
5. Infrastrukturstandorte und -trassen

### Ziele und Grundsätze: bindende und zu berücksichtigende Inhalte der Raumordnungspläne
Die stärkste Bindungswirkung raumordnerischer Festlegungen haben die Ziele der Raumordnung. Sie sind nach der gesetzlichen Begriffsbestimmung in § 3 Nr. 2 Raumordnungsgesetz „verbindliche Vorgaben in Form von räumlich und sachlich bestimmten oder bestimmbaren, vom Träger der Landes- oder Regionalplanung abschließend abgewogenen textlichen oder zeichnerischen Festlegungen in Raumordnungsplänen zur Entwicklung, Ordnung und Sicherung des Raums“. Vorgaben mit diesen Merkmalen sind Ziele der Raumordnung, an die alle öffentlichen Stellen, private Planungsträger und die kommunale Bauleitplanung strikt gebunden sind. Abweichungen hiervon bedürfen der Durchführung eines Abweichungsverfahrens. Daneben enthalten Raumordnungspläne auch Grundsätze der Raumordnung. Diese sind zu berücksichtigen, ihre Bindungswirkung ist also nicht strikt. Abweichungen von Grundsätzen der Raumordnung können mit genügend gewichtigen Gründen durch Abwägung ermöglicht werden.
Das Merkmal der Bestimmtheit oder Bestimmbarkeit ist notwendig, damit die gebundenen Stellen überhaupt erkennen bzw. bestimmen können, was das jeweilige Ziel von ihnen verlangt (Normklarheit für den Normadressaten).
Das Merkmal der abschließenden Abgewogenheit des Ziels der Raumordnung ist notwendig, weil andere Planungsträger an die Ziele gebunden sind. Die Raumordnung muss daher alle potenziell betroffenen räumlichen Aspekte in ihrer Entscheidung berücksichtigen und (bei den Zielen) ein endgültiges Urteil fällen („abschließend abwägen“, Abwägungspflicht für die Träger der Landes- oder Regionalplanung). Dies bedeutet, dass alle Erfordernisse und Gegebenheiten zur Beurteilung der Entwicklung, Ordnung und Sicherung des Gesamtraums und seiner Teilräume vom Träger der Landes- oder Regionalplanung erfasst und planerisch nach dem ihnen zukommenden Gewicht berücksichtigt werden. Dies schließt auch die Pflicht zu einer angemessenen Berücksichtigung der teilräumlichen Gegebenheiten und Erfordernisse ein (Gegenstromprinzip). Eine nicht abschließend abgewogene Vorgabe der Raumordnung ist kein Ziel der Raumordnung, sondern höchstens ein der anschließenden Abwägung durch die Bauleitplanung noch zugänglicher Grundsatz der Raumordnung.
Das Merkmal der textlichen und zeichnerischen Festlegungen in Raumordnungsplänen bezieht sich auf Rechtsquelle und Modus von Zielen der Raumordnung: Sie können erstens nur in Raumordnungsplänen und zweitens dort nur in textlicher bzw. zeichnerischer Form festgelegt werden. Raumordnungspläne sind ausschließlich Pläne nach § 8 und § 9 des Raumordnungsgesetzes.
Das Merkmal der Festlegung zur Entwicklung, Ordnung und Sicherung des Raums bezieht sich auf den gesetzlich nur zulässigen Inhalt von Zielen der Raumordnung (Pflicht zur Wahrung eines hinreichenden raumordnerischen Bezuges). Vorgaben, die nicht der Entwicklung, Ordnung oder Sicherung des Raumes (vgl. § 1 Abs. 1 Raumordnungsgesetz) dienen, entziehen sich einer Festlegung als Ziel der Raumordnung.

### Träger der Raumordnung
Die eigentliche Raumordnung – im Sinne einer Planung – wird von den Ländern durchgeführt. Ihre Landesplanungsbehörden erarbeiten und beschließen – oft zusammen mit dem jeweiligen Kabinett oder zuständigen Landtagsausschuss bzw. dem gesamten Parlament – die Landespläne (oft auch: Landesentwicklungspläne, Landesentwicklungsprogramme o. ä.). Diese Pläne werden von den Trägern der Regionalplanung weiter konkretisiert.

## Österreich
In Österreich findet die Raumordnung in Kompetenz der Länder statt. Mit der Österreichischen Raumordnungskonferenz (ÖROK) steht eine länderübergreifende Plattform unter Patronanz des Bundeskanzlers zur Verfügung, die auch die Koordination mit den Agenden der Europäischen Union betreut.
Struktur der Österreichischen Raumplanung, -ordnung, Landes- und Regionalentwicklung:
1. Europaebene: Rahmenbedingungen der EUREK, Programm wie Europa der Regionen, INTERREG (Regionale Entwicklung),
2. Nationale Ebene: Österreichisches Raumentwicklungskonzept (ÖREK)[15]
  1. Bundes- und Länderebene: Landesraumordnungsprogramme/-konzepte/-entwicklungsprogramme, Regionale Raumordnung, Sachprogramme
  2. Gemeindeebene: Kommunale Entwicklungskonzepte, Flächenwidmungsplan, Bebauungsplan, aber auch Umsetzung der Lokalen Agenda 21 (UNO/UNCED)
  3. sowie überregionale Projekte auf Länderebene, und bilateral mit den Nachbarregionen

### Länder, deren Raumordnungsbehörde, und die Raumplanungsgliederung
- Burgenland: Abteilung 2 Landesplanung, Gemeinden und Wirtschaft, Hauptreferat Landesplanung[16] – 4 Planungsregionen
- Kärnten: Abteilung 20 Landesplanung;[17] 8 regionale Entwicklungsleitbilder (Feldkirchen, St. Veit an der Glan, Völkermarkt, Bezirk Wolfsberg, Region Hermagor, Bezirk Spittal/Drau, Raum Villach, Carnica-Region Rosental)
- Niederösterreich: Abteilung Raumordnung und Gesamtverkehrsangelegenheiten;[18] 5 regionale Raumordnungsprogramme (Niederösterreich-Mitte, Untere Enns, Wiener Umland Süd, Wiener Umland Nord, Wiener Neustadt-Neunkirchen), sowie 45 kleinregionale Entwicklungskonzepte[19]
- Oberösterreich: Direktion für Landesplanung, wirtschaftliche und ländliche Entwicklung;[20][21] NaLa – Leitbilder für Natur und Landschaft (41 Raumeinheiten)[22]
- Salzburg: Abteilung 7 Raumplanung;[23] 16 Planungsregionen (Flachgau Nord, Salzburger Seengebiet, Salzburg Stadt und Umgebungsgemeinden, Osterhorngruppe, Salzach-Tennengau, Lammertal, Unteres Saalachtal, Oberes Saalachtal, Oberpinzgau, Zeller Becken, Unterpinzgau, Unterer Salzachpongau, Enns-Pongau, Oberer Salzachpongau, Gasteinertal, Lungau)[24]
- Steiermark: Abteilung 7 Landes- und Gemeindeentwicklung;[25] 7 Regionen (Liezen, Obersteiermark Ost, Obersteiermark West, Oststeiermark, Südoststeiermark, Südweststeiermark, Steirischer Zentralraum)[26]
- Tirol: Abteilungen Bau- und Raumordnungsrecht, Bodenordnung, Raumordnung-Statistik;[27] 36 Planungsverbände[28]
- Vorarlberg: Abteilung Raumplanung und Baurecht;[29] Planungsregionen: Regio Bodensee, Bregenzerwald, Rheintal Mitte, Walgau

Überregional:
- Länderregion Ost (Burgenland, Niederösterreich, Wien)[30]
- Europaregionen
- Alpenkonvention